# Galapagospälssäl
Galapagospälssäl (Arctocephalus galapagoensis) är en art i familjen öronsälar.

## Utseende och utbredning
Hannar blir 154 centimeter och honor 120 centimeter långa. Vikten uppgår till 64 respektive 27 kilogram. Pälsen är gråbrun med ljusare undersida, öron och nos. Hos denna art är skillnaden mellan hannar och honor inte lika tydlig som hos andra arter i samma släkte.
Kolonier av galapagospälssälar finns bara på Galapagosöarna. De lämnar inte heller ögruppen utanför parningstiden. Till skillnad från andra pälssälar lever denna säl i ett tropiskt klimat.
Galapagospälssäl föredrar klippiga kuster med lavaklippor och grottor medan Galapagossjölejon mest förekommer på sandiga öppna kustlinjer.

## Levnadssätt

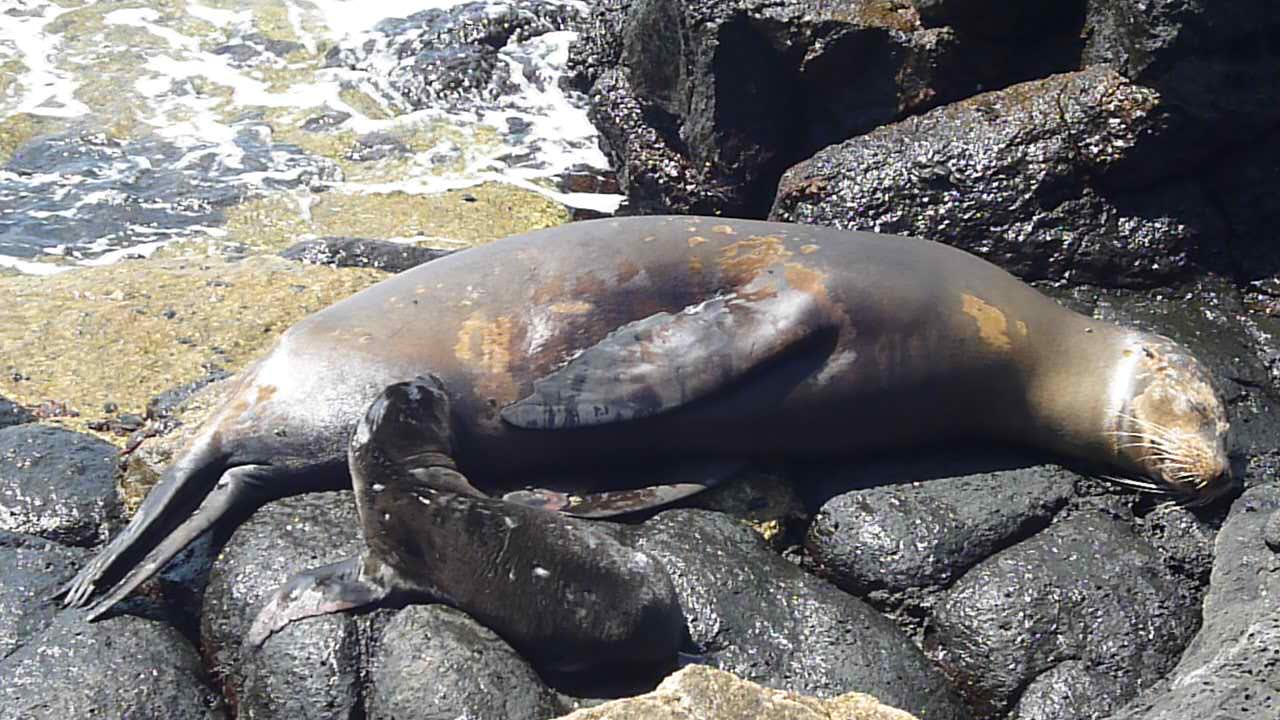
Sovande hona med ungdjur.

För att skydda sig mot hettan, vistas galapagospälssäl i grunda vattenansamlingar när den vilar. Parningstiden infaller under den kallare årstiden mellan augusti och november. Efter födelsen diar honan ungen upp till tre år, vilket är ovanligt för en sälart. Föder honan under denna tid ett nytt ungdjur, dör detta oftast av svält eller det dödas av sitt äldre syskon.
Kort efter ungens födelse parar sig honan igen men bara 15 procent av de befruktade äggen resulterar i en ny unge. De första 5 till 10 dagar stannar honan vid sin unge. Sedan är hennes tid uppdelad i en rytm med 2 till 3 dagar i havet och 1 till 2 dagar på land nära ungen. Ungen har vid födelsen ungefär en vikt av 7 kg. Den utvecklas långsam under sina första månader och efter ett år kan den självständig fånga delar av födan. Unga honor kan framgångsrik para sig efter fem år. Vissa honor kan leva 22 år.

## Beståndet
Jakten på galapagospälssälar var så omfattande att det gav anledning till att arten länge räknades som utdöd. 1932 upptäcktes arten på nytt och, efter inriktning av skyddsåtgärder från den ecuadorianska regeringen, ökade beståndet till omkring 35 000 individer (uppskattning från 1980-talet).